# Anton Carlsund
Den här sidan handlar om motorkonstruktören och industrimannen född 1865. För hans farfar fartygskonstruktören med samma namn, se Anton Carlsund (1796-1834).
Anton Gustaf Robert Carlsund, född 7 juni 1865 i Maria Magdalena församling, Stockholm, död 4 december 1958 i Sparreholm, Hyltinge församling, Södermanland, gravsatt vid Solna Kyrkogård, var en svensk motorkonstruktör och industriman.
Anton Carlsund var brorsons son till Otto Edvard Carlsund. Han gifte sig 1897 i S:t Petersburg med fransyskan Maria Gabriella Augusta Tardif (född 1874, död 1955 i Hyltinge församling, Södermanland. De fick sex barn, bland andra Otto G. Carlsund.
Anton Carlsund utexaminerades 1887 från Kungliga Tekniska högskolan i Stockholm, avdelningen för maskinbyggnad och mekanisk teknologi. Han anställdes 1891 vid Maskinfabriken Ludvig Nobel i S:t Petersburg för att utveckla fotogenmotorer. Han inspirerades av ett föredrag av Rudolf Diesel att ta initiativ till tillverkning av dieselmotorer. Emanuel Nobel slöt avtal med Rudolf Diesel om rysk tillverkning, och Anton Carlsund vidareutvecklade motorkonstruktionen. Detta ledde bland annat till den reversibla dieselmotorn. Maskinfabrik Ludvig Nobel blev under 1890-talet världens största dieselmotortillverkare.
Hans hustru och barn flyttade till Sverige 1908 och Anton Carlsund vistades omväxlande i Sverige och Ryssland fram till den ryska revolutionen 1917. Mellan 1918 och 1926 var han verkställande direktör för den av bröderna Nobel nystartade motorfabriken Nobel-Diesel i Nynäshamn.
Tekniska Museet i Stockholm har ett arkiv efter Anton Carlsund, bland annat manuskriptet Minnen från revolutionsdagarne i Petrograd.